# Jáchym I. Nestor Braniborský
Jáchym I. Nestor Braniborský (21. února 1484, Kölln – 11. července 1535, Stendal) byl v letech 1499 až 1535 braniborský kurfiřt z dynastie Hohenzollernů. Svou přezdívku měl po hrdinovi Nestórovi z řecké mytologie.

## Život
Jáchym se narodil jako nejstarší syn kurfiřta Jana Cicera Braniborského a jeho manželky Markéty Saské. Obdržel excelentní vzdělání pod dohledem Dietricha von Bülow, biskupa z Lebusu a kancléře Frankfurtské univerzity. Braniborským kurfiřtem se stal po smrti svého otce v lednu 1499. Roku 1502 se jako osmnáctiletý oženil s o rok mladší princeznou Alžbětou, dcerou krále Jana I. Dánského. Manželé spolu měli pět dětí:
- Jáchym II. Hektor Braniborský (13. ledna 1505 – 3. ledna 1571), baniborský kurfiřt od roku 1535 až do své smrti,
⚭ 1524 Magdalena Saská (7. března 1507 – 25. ledna 1534)
⚭ 1535 Hedvika Jagellonská (15. března 1513 – 7. února 1573)
- Anna Braniborská (1. ledna 1507 – 19. června 1567), ⚭ 1524 Albrecht VII. Meklenburský (25. července 1486 – 5. ledna 1547), vévoda meklenburský
- Alžběta Braniborská (24. srpna 1510 – 25. května 1558),
⚭ 1525 Erik I. Brunšvicko-Lüneburský (16. února 1470 – 30. července 1540)
⚭ 1546 hrabě Poppo XII. z Hennebergu (1513–1574)
- Markéta Braniborská (1511 – po 3. listopadu 1577),
⚭ 1530 Jiří I. Pomořanský (11. dubna 1493 – 10. května 1531)
⚭ 1534 Jan V. Anhaltsko-Zerbstský (4. září 1504 – 4. února 1551)
- Jan Braniborsko-Küstrinský (3. srpna 1513 – 13. ledna 1571), markrabě Braniborsko-Küstrinský, ⚭ 1537 Kateřina Brunšvicko-Wolfenbüttelská (1518–1574)

Jáchym se do určité míry podílel na politických komplikacích skandinávských království, ale první roky své vlády strávil hlavně správou svého kurfiřtství, kde se mu podařilo pomocí přísných opatření obnovit určitý stupeň pořádku. Zlepšil také správu soudnictví, napomáhal rozvoji obchodu a byl vstřícný k potřebám měst. Když se blížily císařské volby v roce 1519, hlas Jáchyma dychtivě požadovali přívrženci francouzského krále Františka I. i Karla Habsburského. Poté, co jednal s oběma stranami a dostal od nich bohaté sliby, zdá se, že doufal, že bude sám císařem; ale když přišly volby, obrátil se na vítěznou stranu a hlasoval pro Karla. Vztahy mezi císařem a kurfiřtem přesto nebyly přátelské a během několika dalších let byl Jáchym často v kontaktu s Karlovými nepřáteli.
V rámci hohenzollernské mocenské politiky se Jáchymu Nestorovi a jeho bratrovi podařilo dostat posledně jmenovaného, Albrechta Braniborského, nejprve na magdeburský stolec a poté jeho sufragán v Halberstadtu, obě knížecí biskupství rovněž zahrnující knížecí území. Protože knížecí biskupská sídla byla tak vlivná, obvykle se o ně ucházeli konkurenční kandidáti. Kandidatura se mohla změnit v úplatkářskou soutěž, aniž by kdo přesně věděl, kolik konkurenti zaplatili za získání úřadu. S tím spojené výdaje, pokud převyšovaly vlastní možnosti, byly obvykle zálohovány věřiteli a musely být poté vymáhány vybíráním poplatků od poddaných a farníků v právě získaných knížecích biskupstvích a diecézích. Získání velmi vlivného knížecího arcibiskupství v Mohuči pro Albrechta v roce 1514 bylo převratem, který Hohenzollernům poskytl kontrolu nad dvěma ze sedmi volebních hlasů v císařských volbách a mnoha sufragánními diecézemi k vybírání poplatků.
Podle kanonického práva byl Albrecht příliš mladý na to, aby zastával takovou funkci, a protože se nechtěl vzdát arcibiskupského stolce v Magdeburgu (aby se ukončilo hromadění arcidiecézí, což také zakazovalo kanonické právo), museli Hohenzollernové rozdávat stále větší úplatky Svatému stolci. To vyčerpalo jejich prostředky a způsobilo jim obrovské dluhy u Fuggerů.
Aby pomohli získat zpět obrovské výdaje vynaložené na pomoc Albrechtovi, zprostředkovatelé se Svatým stolcem dohodli, že papež Albrechtovi umožní prodávat odpustky věřícím v jeho arcidiecézích a jejich sufragánům. Výtěžek z prodeje musel pokrýt amortizaci a obsluhu dluhů; podíl pro Svatý stolec za umožnění tohoto vykořisťování věřících; výdaje hrazené z vlastních kapes Hohenzollernů; a poplatky spojené s prodejem.
Svého kandidáta na mohučský stolec mělo také sousední Saské kurfiřtství, ale neuspělo. Saský kurfiřt Fridrich III. Saský měl v důsledku toho své vlastní dluhy, ale neměl žádné privilegium prodávat odpustky, aby získal zpět své výdaje. Tímto frustrovaný kurfiřt zakázal v svém kurfiřtství prodej odpustků a dovolil Martinu Lutherovi polemizovat proti nim.
Naproti tomu Jáchym Nestor se stal známým jako bojovný přívrženec římskokatolické ortodoxie. Prvotním objektem Lutherova útoku byl Jáchymův bratr Albrecht. Naléhal proto na císaře, že je třeba prosadit Wormský edikt, a při několika sněmech byl prominentní mezi nepřáteli reformátorů.
Patron vzdělání Jáchym Nestor v roce 1506 založil ve Frankfurtu nad Odrou univerzitu Viadrina. Georga von Blumenthal, "pilíř katolicismu", povýšil na kancléře Frankfurtské univerzity, biskupa z Lebusu a tajného rádce. Byl mezi těmi, kteří se setkali v Dessau v červenci 1525 a byl členem ligy založené v Halle v listopadu 1533. Jeho manželka se však proti jeho vůli stala luteránkou, stejně jako její bratr, král Kristián Dánský, a v roce 1528 utekla do bezpečí do Saska. Zažil ponížení z toho, že viděl protestantismus upřednostňovaný také ostatními členy jeho rodiny. Jáchym Nestor zemřel 11. července 1535 ve věku 51 let ve Stendalu.

## Vývod z předků
|                              |                                |  |                        |                                |  |  |  |  |  |  |  | Fridrich V. Norimberský |
|                              |                                |  |                        |                                |  |  |  |  |  |  |  |                         |
|                              | Fridrich I. Braniborský        |  |                        |                                |  |  |  |  |  |  |  |                         |
|                              |                                |  |                        |                                |  |  |  |  |  |  |  |                         |
|                              |                                |  |                        | Alžběta Míšeňská               |  |  |  |  |  |  |  |                         |
|                              |                                |  |                        |                                |  |  |  |  |  |  |  |                         |
|                              | Albrecht III. Achilles         |  |                        |                                |  |  |  |  |  |  |  |                         |
|                              |                                |  |                        |                                |  |  |  |  |  |  |  |                         |
|                              |                                |  |                        | Fridrich Bavorský              |  |  |  |  |  |  |  |                         |
|                              |                                |  |                        |                                |  |  |  |  |  |  |  |                         |
|                              | Alžběta Bavorská               |  |                        |                                |  |  |  |  |  |  |  |                         |
|                              |                                |  |                        |                                |  |  |  |  |  |  |  |                         |
|                              |                                |  |                        | Maddalena Visconti             |  |  |  |  |  |  |  |                         |
|                              |                                |  |                        |                                |  |  |  |  |  |  |  |                         |
|                              | Jan Cicero Braniborský         |  |                        |                                |  |  |  |  |  |  |  |                         |
|                              |                                |  |                        |                                |  |  |  |  |  |  |  |                         |
|                              |                                |  |                        | Bernard I. Bádenský            |  |  |  |  |  |  |  |                         |
|                              |                                |  |                        |                                |  |  |  |  |  |  |  |                         |
|                              | Jakub Bádenský                 |  |                        |                                |  |  |  |  |  |  |  |                         |
|                              |                                |  |                        |                                |  |  |  |  |  |  |  |                         |
|                              |                                |  |                        | Anna Oettingenská              |  |  |  |  |  |  |  |                         |
|                              |                                |  |                        |                                |  |  |  |  |  |  |  |                         |
|                              | Markéta Bádenská               |  |                        |                                |  |  |  |  |  |  |  |                         |
|                              |                                |  |                        |                                |  |  |  |  |  |  |  |                         |
|                              |                                |  |                        | Karel II. Lotrinský            |  |  |  |  |  |  |  |                         |
|                              |                                |  |                        |                                |  |  |  |  |  |  |  |                         |
|                              | Kateřina Lotrinská             |  |                        |                                |  |  |  |  |  |  |  |                         |
|                              |                                |  |                        |                                |  |  |  |  |  |  |  |                         |
|                              |                                |  |                        | Markéta Falcká                 |  |  |  |  |  |  |  |                         |
|                              |                                |  |                        |                                |  |  |  |  |  |  |  |                         |
| Jáchym I. Nestor Braniborský |                                |  |                        |                                |  |  |  |  |  |  |  |                         |
|                              |                                |  |                        |                                |  |  |  |  |  |  |  |                         |
|                              |                                |  | Fridrich III. Míšeňský |                                |  |  |  |  |  |  |  |                         |
|                              |                                |  |                        |                                |  |  |  |  |  |  |  |                         |
|                              | Fridrich I. Saský              |  |                        |                                |  |  |  |  |  |  |  |                         |
|                              |                                |  |                        |                                |  |  |  |  |  |  |  |                         |
|                              |                                |  |                        | Kateřina z Hennebergu          |  |  |  |  |  |  |  |                         |
|                              |                                |  |                        |                                |  |  |  |  |  |  |  |                         |
|                              | Vilém III. Saský               |  |                        |                                |  |  |  |  |  |  |  |                         |
|                              |                                |  |                        |                                |  |  |  |  |  |  |  |                         |
|                              |                                |  |                        | Jindřich Brunšvicko-Lüneburský |  |  |  |  |  |  |  |                         |
|                              |                                |  |                        |                                |  |  |  |  |  |  |  |                         |
|                              | Kateřina Brunšvicko-Lüneburská |  |                        |                                |  |  |  |  |  |  |  |                         |
|                              |                                |  |                        |                                |  |  |  |  |  |  |  |                         |
|                              |                                |  |                        | Žofie Pomořanská               |  |  |  |  |  |  |  |                         |
|                              |                                |  |                        |                                |  |  |  |  |  |  |  |                         |
|                              | Markéta Saská                  |  |                        |                                |  |  |  |  |  |  |  |                         |
|                              |                                |  |                        |                                |  |  |  |  |  |  |  |                         |
|                              |                                |  |                        | Albrecht IV. Rakouský          |  |  |  |  |  |  |  |                         |
|                              |                                |  |                        |                                |  |  |  |  |  |  |  |                         |
|                              | Albrecht II. Habsburský        |  |                        |                                |  |  |  |  |  |  |  |                         |
|                              |                                |  |                        |                                |  |  |  |  |  |  |  |                         |
|                              |                                |  |                        | Johana Žofie Bavorská          |  |  |  |  |  |  |  |                         |
|                              |                                |  |                        |                                |  |  |  |  |  |  |  |                         |
|                              | Anna Habsburská                |  |                        |                                |  |  |  |  |  |  |  |                         |
|                              |                                |  |                        |                                |  |  |  |  |  |  |  |                         |
|                              |                                |  |                        | Zikmund Lucemburský            |  |  |  |  |  |  |  |                         |
|                              |                                |  |                        |                                |  |  |  |  |  |  |  |                         |
|                              | Alžběta Lucemburská            |  |                        |                                |  |  |  |  |  |  |  |                         |
|                              |                                |  |                        |                                |  |  |  |  |  |  |  |                         |
|                              |                                |  |                        | Barbora Celjská                |  |  |  |  |  |  |  |                         |
|                              |                                |  |                        |                                |  |  |  |  |  |  |  |                         |